# 陽咸二
陽 咸二（よう かんじ、1898年5月6日 ‐ 1935年9月14日）は大正時代から昭和時代初期にかけての日本の彫刻家。

## 略歴

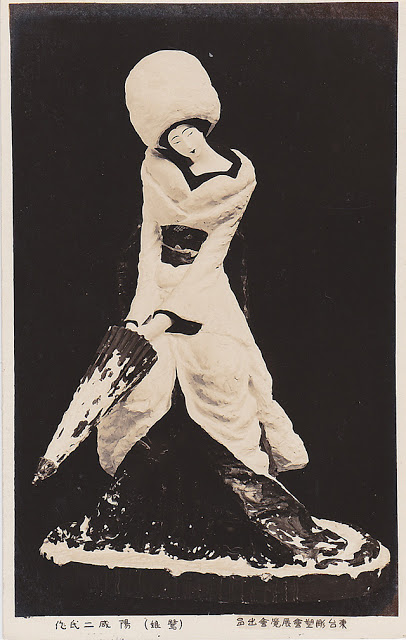
陽咸二 作 「鷺娘」 絵葉書

1898年に東京に生まれる。1915年に彫刻家の小倉右一郎に師事した。1918年の第12回文展に出品した「老婆」が初入選を果たし、1922年の第4回帝展に出品した「壮者」において25歳の若さで特選となった。すでにこの時には以前の「老婆」のような写実主義は一転、ギリシャ彫刻のクラシック時代前期の影響を受けた作風の様式化を示した。彼の様式化はその後、ますます強調されて彼独自の様式を確立するにいたった。1926年に構造社が創立されると、1927年にその客員となり、1929年には会員になった。その後、1935年6月には帝展無鑑査となったが、同年9月14日に死去した。享年38。
また、三田平凡寺の『我楽他宗』に参加、第二十二番横臥山夜歓寺と号し、支那の物一切を収集していた。

## 作品
- 「燈下抱擁像」石膏 東京国立近代美術館所蔵 ※1924年
- 「燈下抱擁像」ブロンズ 東京国立近代美術館所蔵  ※1924年
- 「サロメ」石膏  東京国立近代美術館所蔵 ※1928年
- 「サロメ」ブロンズ 東京国立近代美術館所蔵 ※1928年
- 「朝日カメラメダル」 石膏 東京国立近代美術館所蔵 ※1929年
- 「朝日カメラメダル」ブロンズ 東京国立近代美術館所蔵 ※1929年
- 「降誕の釈迦」ブロンズ 宇都宮美術館所蔵 ※1929年
- 「或る休職将軍の顔」石膏 東京国立近代美術館所蔵 ※1929年
- 「或る休職将軍の顔」ブロンズ 東京国立近代美術館所蔵 ※1929年
- 「蝦蟇仙人」石膏 東京国立近代美術館所蔵 ※1931年
- 「蝦蟇仙人」 ブロンズ  東京国立近代美術館所蔵 ※1931年

## 展覧会
- 2023年（令和5年）2月19日～4月16日：宇都宮美術館にて企画展「混ざりあうカタチ」開催。彫刻、絵画のみならず、掛け軸画、版画、表紙絵、また折り紙や工作まで、多岐に渡って様々な作品が多数展示される初の大回顧展。